# Doddiganahalli, Mulbagal
Doddiganahalli là một làng thuộc tehsil Mulbagal, huyện Kolar, bang Karnataka, Ấn Độ.